# Atmosferisch perspectief

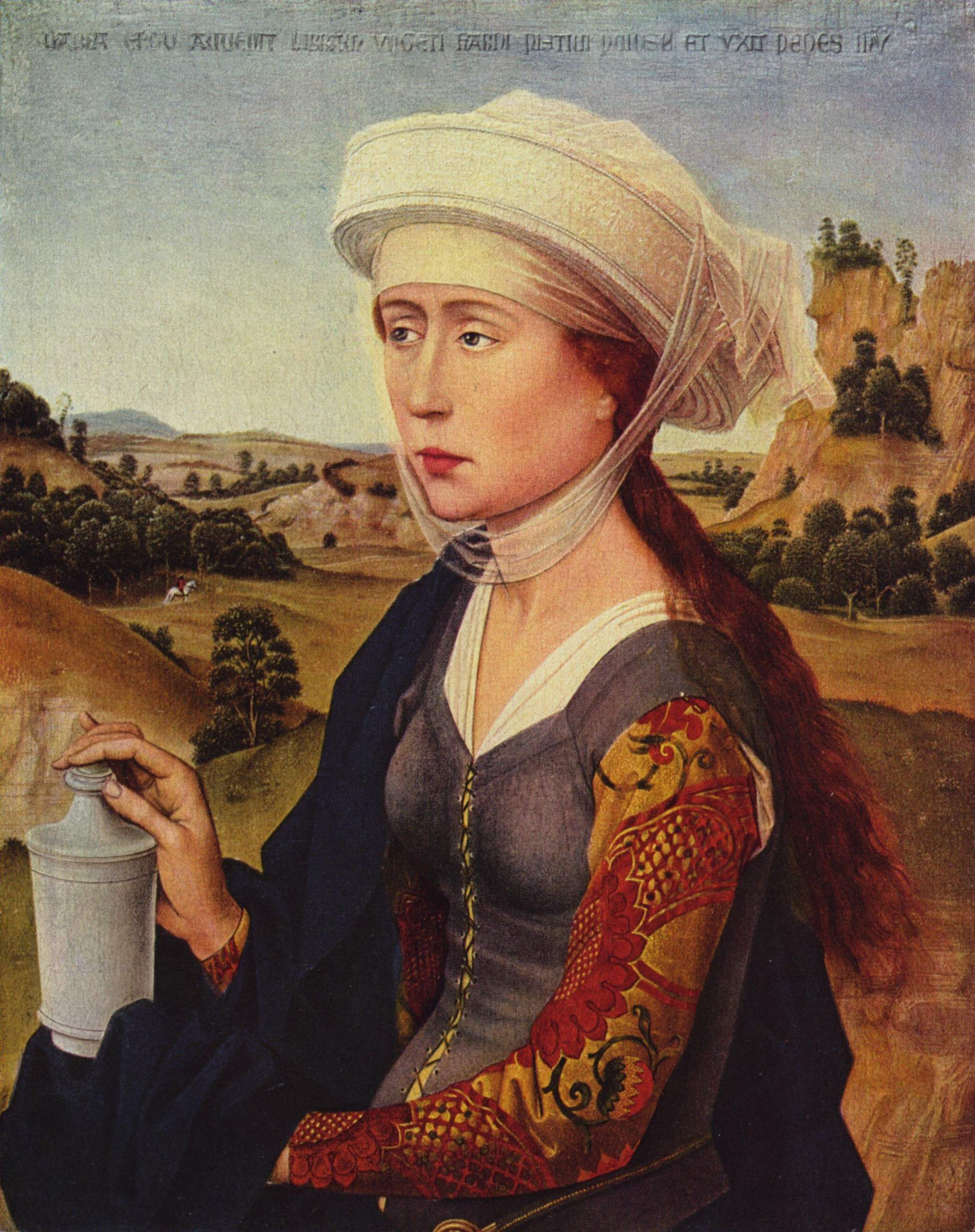
Maria Magdalena door Rogier van der Weyden

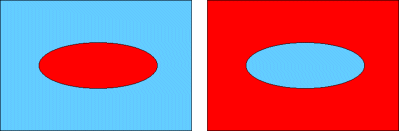
Illustratie van de werking van de hersenen bij blauw en rood
In de linker figuur komt het rode ovaal naar voren ten opzichte van de blauwe achtergrond.
In de rechter figuur wijkt het blauwe ovaal naar achteren ten opzichte van de rode voorgrond.

Atmosferisch perspectief  is een schildertechniek waar vooral door het gebruik van kleur een indruk van diepte in het schilderij kan worden gebracht. Het is gebaseerd op waarnemingen in de buitenlucht, die door schilders worden toegepast om het gewenste effect te bereiken.
De effecten van afstand op de kleuren in een landschap zijn:
- Afname van het contrast en daardoor minder goed waargenomen details (strooilicht maakt de donkere partijen minder donker);
- Blauwkleuring van donkere partijen, een effect dat 's zomers erg uitgesproken is, maar bij helder weer slechts bij zeer grote afstanden waarneembaar;
- Ineenvloeien van de kleuren van de achtergrond.

Deze effecten zijn alle te herleiden tot verstrooiing. Bij grotere afstand is de luchtkolom tussen waarnemer en ver verwijderde voorwerpen erg lang, zodat licht van boven soms wordt verstrooid naar de waarnemer toe en licht afkomstig van het voorwerp wordt verstrooid dat de waarnemer daardoor niet meer bereikt.

## Verstrooiing
We moeten onderscheid maken tussen donkere en witte partijen. De horizon en ver verwijderde bergtoppen nemen we wit waar. Dit wit is een combinatie van het doorgetrokken blauwe licht van de hemelkoepel en geel licht afkomstig van nevels en wolken in de verte. Het licht afkomstig van deze lichte partijen wordt namelijk op zijn beurt ook weer verstrooid en de rode en gele gedeeltes bereiken ons dan in grotere mate doordat de verstrooiing afhankelijk is van de golflengte. De hemelkoepel heeft namelijk een zwarte achtergrond (de sterrenhemel), maar in de verte zijn er altijd wel nevels of zeer verwijderde wolken die licht terugkaatsen. Dat teruggekaatste licht kan ook weer verstrooid worden en bij witte achtergronden heffen deze effecten elkaar precies op. Zodra we echter donkere achtergronden zien (berghellingen, bomen) wordt het blauw belangrijker zoals te zien in het schilderij van Rogier van der Weyden. Dit schilderij is een goed voorbeeld van de meest eenvoudige situatie, een onbewolkte lucht en relatief heldere zomerse omstandigheden. Als er wolken zijn zullen ze wat gelig overkomen, maar dat effect is relatief gering, de blauwkleuring van donkere partijen is veel opvallender, omdat het aandeel van strooilicht bij een donkere achtergrond overheerst.
De wolken verstrooien zelf ook het licht, maar het komt over als reflectie omdat alle golflengten van het licht zeer vele malen worden verstrooid, voordat ze ons oog weer bereiken. Aangezien dit het geval is voor alle golflengten krijgt een wolk een witte kleur. Zonbeschenen wolkenpartijen bij bewolkte hemel zijn geel omdat de luchtkolom tussen waarnemer en wolk geen blauw strooilicht produceert, omdat ze van de zonnestraling wordt afgeschermd.
In de zomer kan de blauwkleuring zeer uitgesproken zijn. De uitwasemingen van naaldbossen en andere planten bestaan uit terpenen. De combinatie van deze stoffen met stikstofoxiden en ultraviolet of zichtbaar licht kan leiden tot polymerisatie van deze molecule tot aggregaten. Als deze deeltjes ongeveer 0,1 micrometer zijn veroorzaken ze een blauwe waas, zijn ze ongeveer 1 micrometer dan wordt de waas wit. Later op de dag kan er dus een witter waas ontstaan door het aangroeien van de verstrooiende deeltjes. De blauwkleuring bij zeer heldere lucht is slechts waarneembaar bij zeer grote afstanden (ver verwijderde donkere berghellingen).

## Lichtbreking
Het contrast van verwijderde voorwerpen neemt af door deze verstrooiing, maar ook lichtbreking speelt hierbij een rol. Door deze lichtbreking en door turbulenties kunnen vervormingen en vage omtrekken van voorwerpen ontstaan. De lichtbreking ontstaat door dichtheidsverschillen, warme lucht opgewarmd door de bodem en koudere lucht daarboven.

## Schilderkunst
Een schilder kan het atmosferisch perspectief toepassen in een schilderij waarin ook een landschap is weergegeven, waarbij de achtergrond vaag met een grijsblauwe kleur in de donkere partijen wordt afgebeeld. De menselijke hersenen verwerken deze beelden zodanig dat een illusie van diepte wordt geschapen. Als we door een donkere koker iets verder verwijderde partijen waarnemen valt de blauwkleuring veel meer op, dit omdat er automatisch voor gecompenseerd wordt in de hersenen.
Deze techniek van vervagen is vermoedelijk in de renaissance voor het eerst toegepast, onder anderen door Leonardo da Vinci in de Mona Lisa (1503-1506). De Vlaamse schilder Rogier van der Weyden, ook uit de 15e eeuw, maakt gebruik van het atmosferisch perspectief. De rode linkerarm van Magdalena suggereert een grote diepte ten opzichte van de verre blauwe berg op de achtergrond. Ook de witkleuring van de hemelkoepel naar de horizon valt op.
De techniek wordt ook gebruikt bij stillevens. Door blauwe voorwerpen op de achtergrond te plaatsen, of juist rode voorwerpen vooraan, wordt de afbeelding dieper. De meeste schilders zullen dan ook niet een rode muur, maar liever een blauwachtige muur toepassen als achtergrond voor het schilderij.
Hetzelfde geldt bij een schilderij van een interieur, alle niet direct door de zon beschenen plekken krijgen een blauwkleuring, die toeneemt met grotere afstand.

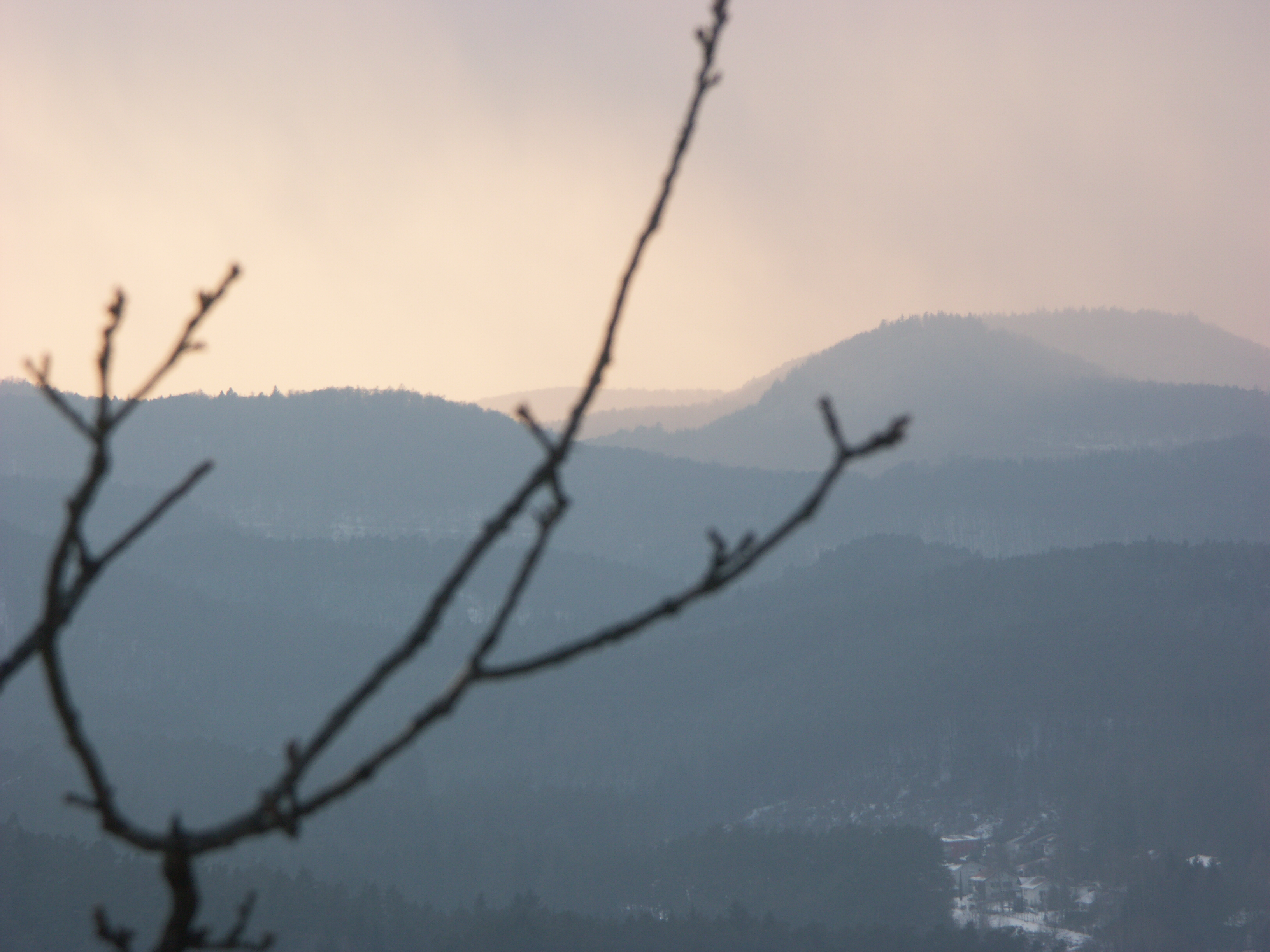
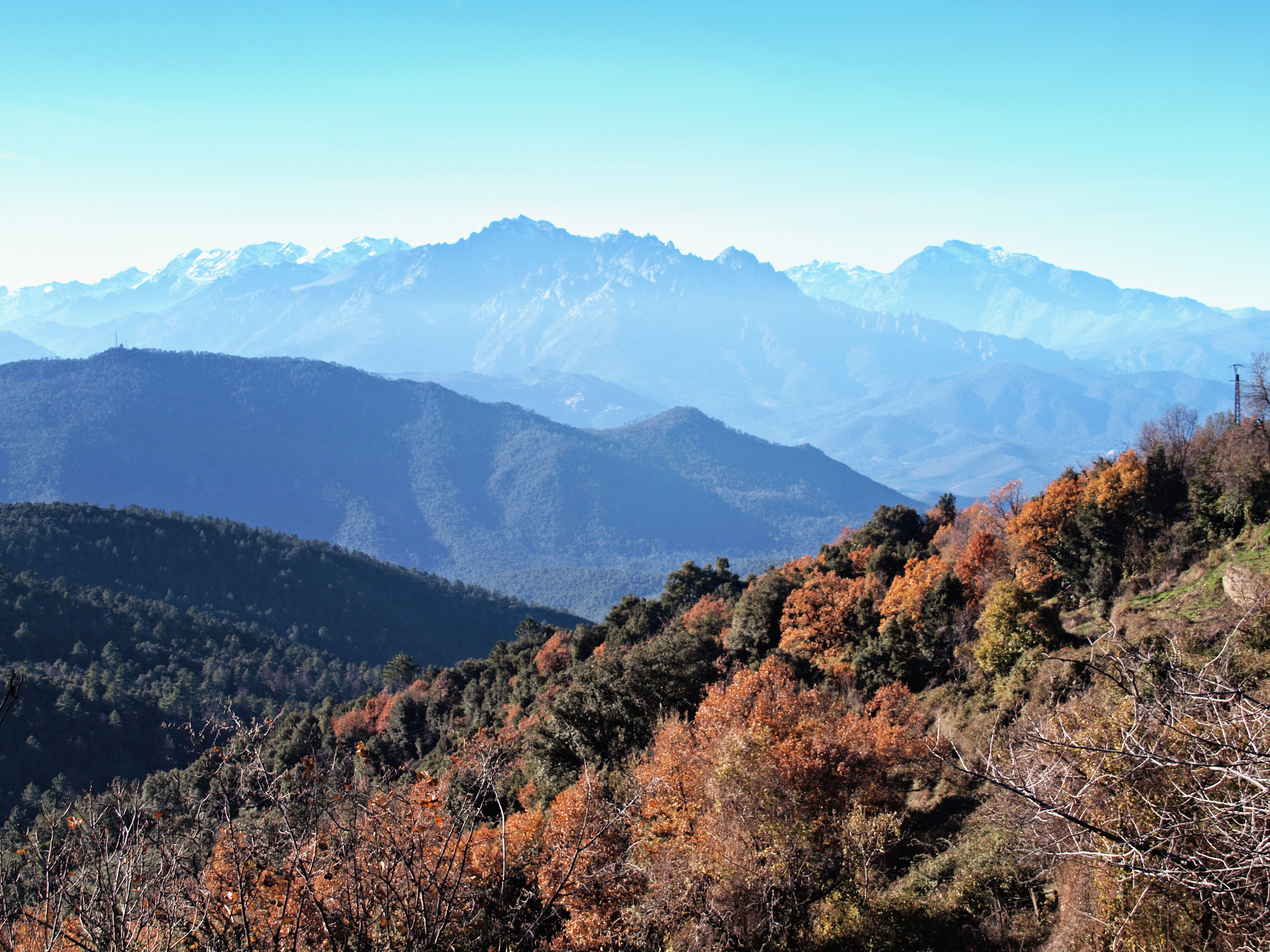
Caspar David Friedrich, Blick von Warmbrunn auf die Kleine Sturmhaube